# U1.27
U1.27とは、しし座にある大クエーサー群の1つである。発見当時、知られている中で最大の宇宙の構造物であったが、この記録保持は、10ヶ月後に発見されたヘルクレス座・かんむり座グレートウォールに更新されるまでの短い期間であった。

## 概要

### 大きさ
U1.27の長さは最大で40億4000万光年、平均直径も16億3000万光年もある。これは、それまでに知られていた最大の構造物であるスローン・グレートウォールの長さ13億8000万光年をはるかに上回る大きさである。観測可能な宇宙はU1.27の高々23倍の大きさでしかない。このため、U1.27は別名Huge-LQGと呼ばれる。
仮にU1.27を地球の大きさ (13000km) にまで縮小すると、銀河系は直径325mとなり、地球の大きさは原子よりも小さい。

### 質量
U1.27は、73個のクエーサーで構成された大クエーサー群の1つであり、クエーサーの配置はおおよそアルファベットのCの字を描くように並んでいる。U1.27の質量は合計で太陽の610京倍（6.1×1018M☉）あると考えられており、これは銀河系が所属し、約60個の銀河団で構成されている長さ10億光年のうお座・くじら座超銀河団Complexの6倍以上もある。

### 距離
U1.27は、地球から見てしし座の方向に129億光年離れた位置にあり、87億年前の時代に存在した大クエーサー群である。すなわち、宇宙の誕生から約50億年後に存在した大規模構造であることを示す。

## 宇宙論への影響
U1.27の発見は、現在の宇宙物理学や宇宙原理に大きな問題を与えると考えられている。現在の理論では、ビッグバン以降に宇宙に形成された衝撃波が、現在の宇宙の大規模構造を作る素になっているとされているが、その大規模構造の大きさは約12億光年を超えないとされている。これまでにもスローン・グレートウォールなどの理論値を少し超える程度の大規模構造は発見されていたが、U1.27はこの値をはるかに超える点で問題である。
また、U1.27のような大クエーサー群の存在は、宇宙は極めて大きなスケールで見ればほぼ均一であるという宇宙原理にも反するように見える。これは、宇宙に関する現在の数学的な記述が過度に簡略化されており、実際の宇宙の大規模構造を理論化するには不適切であることを示しているかもしれない。もしかすると宇宙はもっと複雑であり、理論の見直しが必要とされるかもしれない。
さらに、U1.27は初期宇宙に置ける超銀河団の形成に関して何らかの答えを与えるかもしれない。クエーサーは現在の宇宙に存在する銀河のごく初期の形態であると考えられており、それが集まった大クエーサー群は、銀河団や超銀河団の先駆的な姿であるかもしれない。しかし、U1.27のような巨大な構造が、誕生から50億年経過しただけの若い宇宙でどのように形成されたのかは謎である。このため、U1.27を形成したメカニズムは、何らかの形で初期宇宙の進化に影響を与えるのではないかと考えられている。

## 所属するクエーサー
U1.27は、スローン・デジタル・スカイサーベイに登録されたクエーサーの分布を調べることで発見された。U1.27に所属する73個のクエーサーのうち、地球から最も近い距離にあるのはSDSS 105140.40+203921.1の122億3400万光年 (z=1.1742) 、最も遠い距離にあるのはSDSS 105637.49+150047.5の136億1600万光年 (z=1.3713) である。視等級が最も明るいのはSDSS 105210.02+165543.7の16.430等級、最も暗いのはSDSS 104321.62+143600.2の19.080等級である。

## その他
U1.27の見かけの位置のすぐ近くには、U1.27と同じ大クエーサー群であり、長さが20億5000万光年あるU1.28が存在する。赤方偏移の値が似ているため、実際の距離も約1億光年と近い。構成クエーサー数は34個である。